# موسوریکاتی
موسوریکاتی (به لاتین: Musurikati) یک منطقهٔ مسکونی در بنگلادش است که در ناحیه برگونه واقع شده‌است.